# سرية كرز بن جابر الفهري
سرية كرز بن جابر الفهري أحد سرايا الرسول , أرسل فيها كرز بن جابر الفهري إلى نفر ارتدوا عن الإسلام وقتلوا أحد الصحابة.

## أحداث السرية
كان سبب السرية أن أناسا من عكل وعرينة يبلغ عددهم نحو ثمانية قدموا على الرسول فبايعوه على الإسلام وتلفظوا بكلمة التوحيد وكانوا حين قدموا المدينة سقاما مصفرة ألوانهم عظيمة بطونهم , وقالوا يا رسول الله إنا كنا أهل ضرع ماشية وإبل ولم نكن أهل ريف وكرهنا الإقامة بالمدينة فلو أذنت لنا فخرجنا إلى الإبل , فأمر لهم بذود من الإبل ومعها راع وأمرهم باللحوق بها ليشربوا من ألبانها وأبوالها فانطلقوا حتى إذا كانوا ناحية الحرة وصحت أجسامهم باتباعهم إشارة الرسول كفروا بعد إسلامهم وقتلوا راعي الرسول وكان عبدا له اسمه يسار الراعي ، وحين قتلوه مثلوا به فقطعوا يده ورجله وجعلوا الشوك في عينيه واستاقوا الذود وحمل يسار ميتا إلى قباء فدفن هناك ، ولما جاء الرسول الصريخ بما وقع منهم , بعث في آثارهم خيلا من المسلمين قريبا من العشرين وأمر عليهم كرز بن جابر الفهري فلحقهم فجاء بهم فأمر النبي بقطع أيديهم وأرجلهم وسمر أعينهم ولم يفلت منهم أحد , وتركوا في ناحية الحرة في الشمس حتى ماتوا 